# 345 г. пр.н.е.
345 (триста четиридесет и пета) година преди новата ера (пр.н.е.) е година от доюлианския (Помпилийски) римски календар. По това време е известна като годината на консулството на Дорсуо и Камерин (или по-рядко 409 година Ab urbe condita). Наименованието 345 г. пр. н. е. за тази година се използва от ранния средновековен период, когато летоброенето след Христа става преобладаващият метод в Европа за именуване на години.

## Събития

### В Древна Гърция
- Подкрепена от Тива и Тесалия, Македония поема гласовете на Фокида в Амфиктионската лига, гръцка религиозна организация, създадена да подкрепя по-големите храмове на Аполон и Деметра. Въпреки известно нежелание от страна на атинските лидери, Атина най-накрая приема влизането на Филип II в Съвета на Лигата. Атинският държавник Демостен е сред онези, които препоръчват тази позиция в своята реч „За мира“.

### В Индия
- Империята Нанда е основана в Магадха.

### В Италия
- Картагенците опустошават и блокират Ентела.

## Починали
- Никохар, атински поет от старата комедия
- Маханандин, последният крал от династията Шишунага на Индийския субконтинент.